# Kap Teall
Das Kap Teall ist ein hohes felsiges Kap an der Hillary-Küste der antarktischen Ross Dependency. Als südöstlicher Ausläufer der Worcester Range markiert es an der Westflanke des Ross-Schelfeises die nördliche Begrenzung des Mulock Inlet. 
Entdeckt wurde es während der Discovery-Expedition (1901–1904) unter der Leitung des britischen Polarforschers Robert Falcon Scott. Benannt ist es nach Jethro Teall (1849–1924), einem britischen Geologen und Petrologen.